# 귤가루깍지벌레

## 설명
세계적으로 널리 분포하며 귤나무류(類)와 화분에 심은 식물을 공격한다. 자주 눈에 띄는 것은 타원형의 굼뜬 성충 암컷으로 길이가 1.6-3.2 mm, 폭 1.2-2.0 mm쯤 된다.

## 생물학

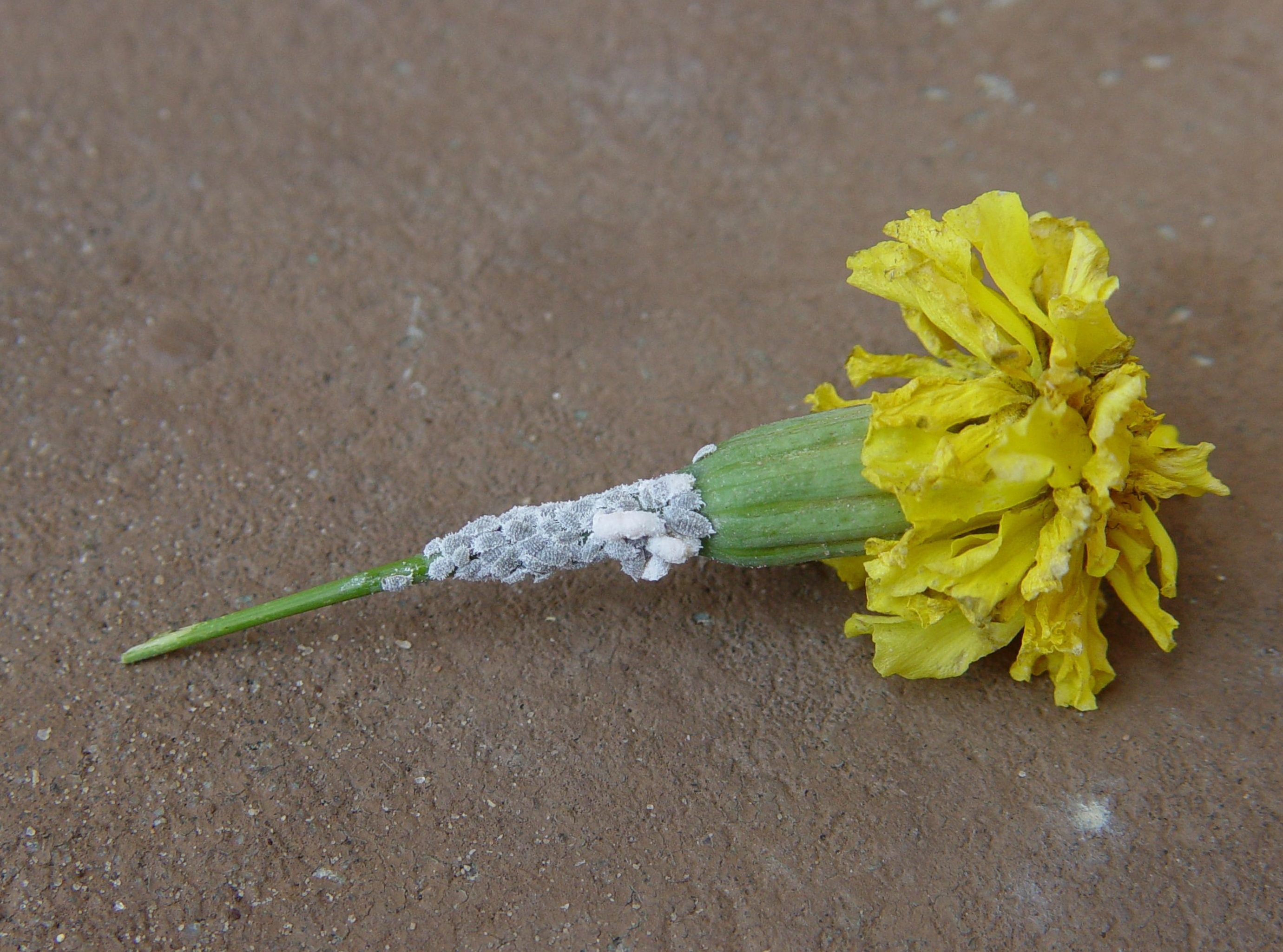
매리골드를 뒤덮은 귤가루깍지벌레

암컷과, 영어로 'crawlers'(기는 놈이란 뜻)라고 부르는 유충은 잎맥을 따라 또한 잎 뒷면에 떼를 지어 있으며, 수컷은 두 날개로 활발하게 날아다닌다. 이 해충을 없애는 데는 생물학적 방제와 유기살충제가 효력이 있다.